# Station Zakrzewo Złotowskie
Station Zakrzewo Złotowskie is een spoorwegstation in de Poolse plaats Zakrzewo.